# Llista de participants al Tour de França de 1933
El Tour de França de 1933 fou disputat per 80 corredors repartits entre 5 equips nacionals de vuit ciclistes i 40 touristes-routiers que corrien de manera independent.

## Llista de participants
| Llegenda                 | Llegenda | Llegenda              | Llegenda                                                                                         |
| ------------------------ | --- | --------------------- | ------------------------------------------------------------------------------------------------ |
| #                        | Dorsal de sortida que du el ciclista al Tour                                                                | Pos.                  | Posició final a la classificació general                                                         |
| Mallot groc              | Vencedor de la classificació general                                                                        | Mallot de la muntanya | Vencedor de la classificació de la muntanya                                                      |
| Mallot verd              | Vencedor de la classificació per punts                                                                      | Mallot blanc          | Vencedor de la classificació dels joves                                                          |
| classificació per equips | Vencedor de la classificació per equips                                                                     | Combativitat          | Vencedor de la combativitat                                                                      |
| NP                       | Indica un ciclista que no ha pres la sortida en una etapa, seguit del número de l'etapa en què s'ha retirat | AB                    | Indica un ciclista que no ha finalitzat una etapa, seguit del número d'etapa en què s'ha retirat |
| HD                       | Indica un ciclista que ha finalitzat una etapa fora de control, seguit del número d'etapa                   | EX                    | Corredor exclòs per no respectar el reglament                                                    |
| *                        | Indica un corredor que lluita pel mallot blanc                                                              |                       |                                                                                                  |

| Bèlgica | Bèlgica           | Bèlgica |
| ------- | ----------------- | ------- |
| Num     | Ciclista          | Pos     |
| 1.      | Georges Ronsse    | Ab-6    |
| 2.      | Jean Aerts        | 9       |
| 3.      | Georges Lemaire   | 4       |
| 4.      | Alfons Schepers   | 18      |
| 5.      | Gaston Rebry      | 14      |
| 6.      | Jan Wauters       | Ab-7    |
| 7.      | Alfons Deloor     | 27      |
| 8.      | Joseph Moerenhout | EX-8    |

| Itàlia | Itàlia              | Itàlia |
| ------ | ------------------- | ------ |
| Num    | Ciclista            | Pos    |
| 9.     | Learco Guerra       | 2      |
| 10.    | Raffaele Di Paco    | Ab-7   |
| 11.    | Francesco Camusso   | Ab-11  |
| 12.    | Domenico Piemontesi | EX-9   |
| 13.    | Vasco Bergamaschi   | 39     |
| 14.    | Fabio Battesini     | EX-8   |
| 15.    | Luigi Giacobbe      | 28     |
| 16.    | Allegro Grandi      | Ab-7   |

| Suïssa | Suïssa           | Suïssa |
| ------ | ---------------- | ------ |
| Num    | Ciclista         | Pos    |
| 17.    | Albert Büchi     | 13     |
| 18.    | Alfred Büchi     | 20     |
| 19.    | Georges Antenen  | EX-8   |
| 20.    | Walter Blattmann | 30     |
| 21.    | Roger Pipoz      | 36     |
| 22.    | August Erne      | Ab-2   |
| 23.    | Alfred Bula      | 25     |
| 24.    | Luigi Luisoni    | EX-9   |

| Alemanya / Àustria | Alemanya / Àustria | Alemanya / Àustria |
| ------------------ | ------------------ | ------------------ |
| Num                | Ciclista           | Pos                |
| 25.                | Kurt Stöpel        | 10                 |
| 26.                | Oskar Thierbach    | 23                 |
| 27.                | Ludwig Geyer       | 12                 |
| 28.                | Herbert Sieronski  | Ab-1               |
| 29.                | Hermann Buse       | EX-10              |
| 30.                | Willi Kutschbach   | EX-10              |
| 31.                | Max Bulla          | EX-8               |
| 32.                | Karl Altenburger   | HD-4               |

| França | França             | França |
| ------ | ------------------ | ------ |
| Num    | Ciclista           | Pos    |
| 33.    | Charles Pélissier  | Ab-3   |
| 34.    | André Leducq       | 31     |
| 35.    | Maurice Archambaud | 5      |
| 36.    | Georges Speicher   | 1      |
| 37.    | Antonin Magne      | 8      |
| 38.    | Léon Le Calvez     | 17     |
| 39.    | Roger Lapébie      | 29     |
| 40.    | René Le Grevès     | 19     |

| Touristes-routiers | Touristes-routiers | Touristes-routiers |
| ------------------ | ------------------ | ------------------ |
| Num                | Ciclista           | Pos                |
| 101.               | Antoine Dignef     | 26                 |
| 102.               | Julien Vervaecke   | NP-7               |
| 103.               | Émile Joly         | Ab-1               |
| 104.               | Camille Degraeve   | EX-8               |
| 105.               | Émile Decroix      | 22                 |
| 106.               | Louis Hardiquest   | EX-8               |
| 107.               | Léon Louyet        | 32                 |
| 108.               | Léopold Roosemont  | EX-8               |
| 109.               | Antonio Folco      | NP-7               |
| 110.               | Robert Brugère     | 24                 |

| Touristes-routiers | Touristes-routiers | Touristes-routiers |
| ------------------ | ------------------ | ------------------ |
| Num                | Ciclista           | Pos                |
| 111.               | Giovanni Firpo     | EX-1               |
| 112.               | Amulio Viarengo    | Ab-1               |
| 113.               | André Gaillot      | 33                 |
| 114.               | Renato Scorticati  | EX-10              |
| 115.               | Giuseppe Martano   | 3                  |
| 116.               | Eugenio Gestri     | Ab-1               |
| 117.               | Decimo Bettini     | 21                 |
| 118.               | Roger Strebel      | Ab-1               |
| 119.               | Vicente Trueba     | 6                  |
| 120.               | Francisco Cepeda   | Ab-1               |

| Touristes-routiers | Touristes-routiers | Touristes-routiers |
| ------------------ | ------------------ | ------------------ |
| Num                | Ciclista           | Pos                |
| 121.               | Kart Thallinger    | EX-10              |
| 122.               | Léon Level         | 7                  |
| 123.               | Benoît Faure       | EX-2               |
| 124.               | René Bernard       | 34                 |
| 125.               | Roger Bisseron     | EX-2               |
| 126.               | Adrien Buttafocchi | EX-8               |
| 127.               | Fernand Cornez     | 35                 |
| 128.               | Jean Driancourt    | EX-17              |
| 129.               | Fernand Fayolle    | 11                 |
| 130.               | Émile Ignat        | EX-10              |

| Touristes-routiers | Touristes-routiers       | Touristes-routiers |
| ------------------ | ------------------------ | ------------------ |
| Num                | Ciclista                 | Pos                |
| 131.               | Edmond Berenger          | Ab-1               |
| 132.               | François Haas            | Ab-10              |
| 133.               | Pierre Cloarec           | 38                 |
| 134.               | Auguste Monciero         | Ab-12              |
| 135.               | Ernest Neuhard           | 40                 |
| 136.               | Gaspard Rinaldi          | 15                 |
| 137.               | Pierre Pastorelli        | 37                 |
| 138.               | Louis Peglion            | EX-8               |
| 139.               | Eugène Le Goff           | 16                 |
| 140.               | Jean-Baptiste Intcegaray | Ab-1               |